# Mercury-Atlas 5
Mercury-Atlas 5 byl orbitální testovací let programu Mercury. Byl to poslední testovací let před první americkou orbitální misí s lidskou posádkou Mercury-Atlas 6. Pasažérem na palubě kapsle Mercury byl šimpanz Enos, který strávil přípravou na let přes 1250 hodin a jeho úkolem bylo prověřit účinky orbitálního letu na reálný organismus (předchozí orbitální let nesl pouze simulátor kosmonauta). Start se konal na Cape Canaveral Air Force Station na odpalovacím komplexu 14 (jako předchozí mise Mercury-Atlas). Raketa Atlas D (MRLV – Mercury Launch Vehicle) vynesla kapsli na nízkou oběžnou dráhu (apogeum 237 km, perigeum 160 km). Původní plán počítal se třemi oběhy kolem Země, ale pozemní kontrola misi ukončila kvůli problémům již po druhém oběhu.

## Pozadí mise
Do listopadu 1961 vypustil Sovětský svaz již dva kosmonauty na orbitální mise a Spojené státy stále nevyslaly ani šimpanze. Někteří představitelé NASA nesouhlasili s lety primátů a označovaly je za ztrátu času, když sověti již uskutečnili dva úspěšné orbitální lety. Vedení programu Mercury poté vydalo prohlášení, že testovací let s primátem je nutný, než bude riskován lidský život.

## Průběh mise

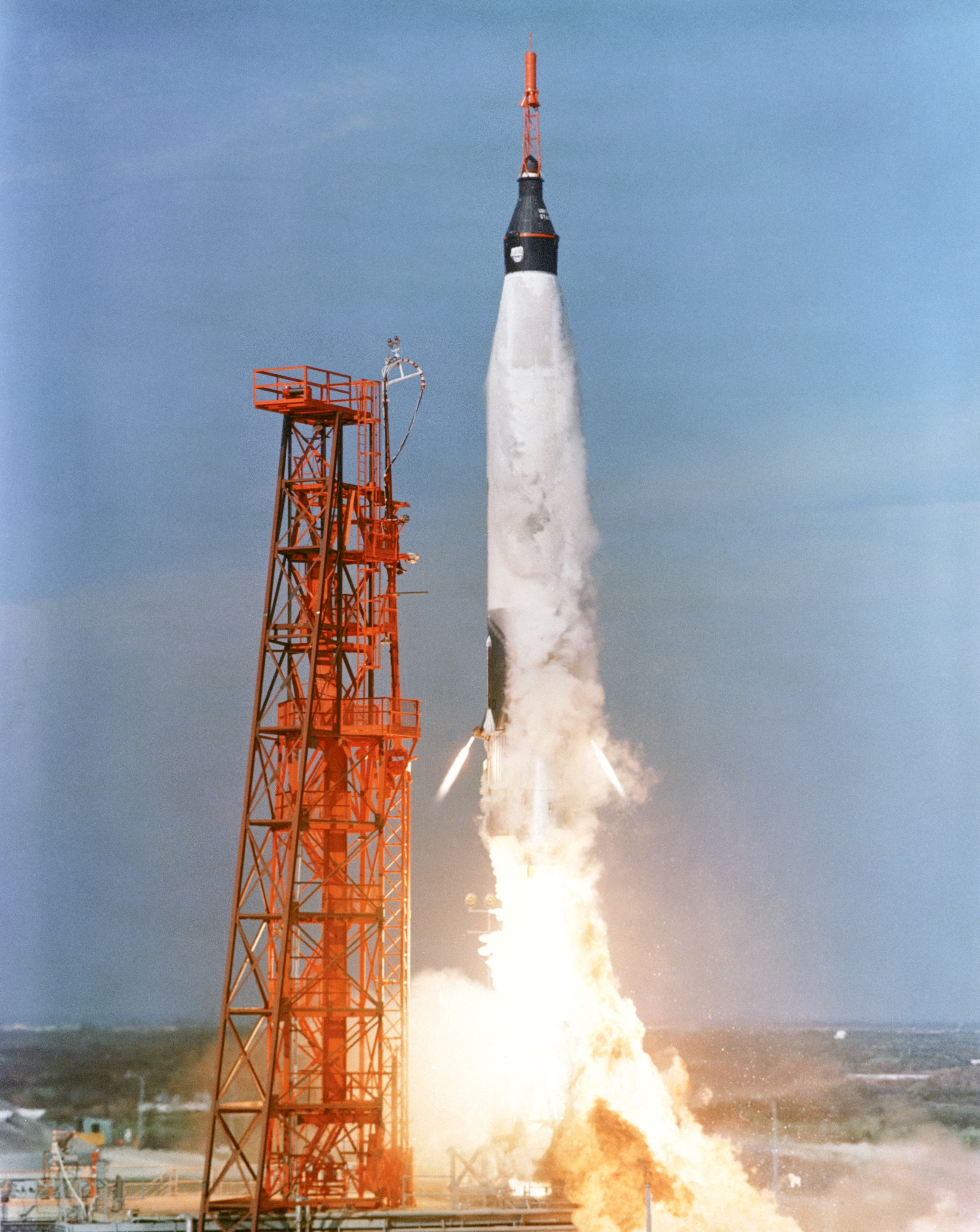
Start mise MA-5

Přípravy na misi probíhaly celých 40 týdnů, nejdéle v celém programu. Použitá kapsle Mercury # 9, prošla mnoha změnami, původně byla vybavena pro suborbitální let bez posádky, pak byla upravena pro let se šimpanzem, následně byla přestavěna pro orbitální, let bez šimpanze a nakonec byla upravena pro orbitální let se šimpanzem. Podle plánu měla mise MA-5 startovat z Cape Canaveral a vstup na orbitu se měl odehrát 722 km od místa startu. Výška měla dosahovat 160 km a rychlost až 7832 km/h. Zážeh zpětných raket měl nastat 4 hodiny 32 minut a 26 sekund po startu (po 3 orbitách). Přistání mělo následovat 21 minut a 49 sekund po zážehu. Teploty při průletu atmosférou mohly dosáhnout až 1650 °C na tepelném štítu, 1095 °C na krytu antény, 1080 na válcové sekci a 682 na kuželové sekci. Nosná raketa Atlas měla vstoupit do atmosféry asi po 9 obězích.
Let probíhal podle plánu a spotřeba paliva pro orbitální manévry během prvního oběhu Země byla nižší než u předchozí mise MA-4. Pro dosažení přesné pozice 34° spotřebovala loď Mercury pouze 0,7 kg paliva. Na začátku druhého oběhu zaznamenala sledovací loď v Atlantském oceánu rostoucí teplotu uvnitř kapsle, selhávání systému kontroly prostředí bylo později potvrzeno stanicí na Kanárských ostrovech. Nárůst teploty se objevoval i při předchozích letech a systém v takových případech pracoval dál, nebo se přepnul na záložní. Při přeletu nad Australskou sledovací stanicí Muchea byla zjištěna odbočka z dráhy, ale sledovací stanice na Woomera Missile Range již žádné problémy nedetekovala.
Problém se znovu objevil při přeletu nad stanicí na ostrově Kanton. Systém udržování polohy selhával kvůli jedné nefunkční trysce. Systém sice držel pozici, ale za cenu vysoké spotřeby paliva, každá korekce spotřebovala 0,45 kg. Celkem proběhlo 9 korekcí. Další problém způsobil systém řízení prostředí, který začal opět vypadávat. Následkem toho se zvedla teplota v pouzdru z 18 na 26 °C to vedlo ke zvýšení teploty šimpanze Enose až na 38,1 °C. Pak se chladicí systém stabilizoval a problémy s řízením pozice přetrvávaly. Po přeletu Havaje se Enos stabilizoval lékaři souhlasili s pokračovaní letu, inženýři však byli znepokojeni spotřebou paliva a obávali se, že by nemuselo vystačit na řízení sestupu. Ředitel letu Christopher Kraft proto rozhodl o zkrácení mise na dva oběhy Země. Následně byly uvědoměny stanice na Havaji a v Kalifornii a měli být připraveny vydat signál k zážehu zpětných raket. Signál nakonec přišel z Kalifornské stanice Point Arguello a MA-5 tak dokončila kompletní dva oběhy (v případě vyslání signálu z Havaje by kapsle přistála v Tichém oceánu a druhý orbit by nekončila). Kapsle byla vylovena lodí USS Stormes poblíž pobřeží Portorika.

## Po přistání
Kapsle i šimpanz Enos byli po vylovení v pořádku. Enos zemřel o rok později na úplavici, podle lékařské zprávy nebylo jeho úmrtí nijak spojeno s jeho letem do vesmíru. Kapsle byla po misi prohlášena za bezpečnou pro lidskou posádku. Nyní je vystavena North Carolina Museum of Life and Science v Durhamu v Severní Karolíně.